# نلسون ابی
نلسون ابی (انگلیسی: Nelson Abbey؛ زادهٔ ۲۸ اوت ۲۰۰۳) بازیکن فوتبال است.
وی همچنین در تیم ملی فوتبال زیر ۱۷ سال انگلستان بازی کرده‌است.